# A Beautiful Time
A Beautiful Time è il settantaduesimo album in studio del musicista statunitense Willie Nelson, pubblicato nel 2022.

## Tracce
1. I’ll Love You Till the Day I Die – 4:11 (Chris Stapleton, Rodney Crowell)
2. My Heart Was a Dancer – 3:11 (Willie Nelson, Buddy Cannon)
3. Energy Follows Thought – 3:18 (Willie Nelson, Buddy Cannon)
4. Dreamin' Again – 3:57 (Jack Wesley Routh, Douglas Graham)
5. I Don't Go to Funerals – 2:27 (Willie Nelson, Buddy Cannon)
6. A Beautiful Time – 4:57 (Shawn Camp)
7. We’re Not Happy (Till You’re Not Happy) – 3:17 (Shawn Camp, Charles R. Humphrey III)
8. Dusty Bottles – 3:31 (Jim “Moose” Brown, Scotty Emerick, Don Sampson)
9. Me and My Partner – 2:12 (Ken Lambert)
10. Tower of Song – 5:00 (Leonard Cohen)
11. Live Every Day – 3:12 (Willie Nelson, Buddy Cannon)
12. Don't Touch Me There – 2:38 (Willie Nelson, Buddy Cannon)
13. With a Little Help from My Friends – 3:43 (John Lennon, Paul McCartney)
14. Leave You With a Smile – 3:42 (Buddy Cannon, Bobby Terry, Matt Rossi)

## Classifiche
| Classifica (2022) | Posizione raggiunta |
| ----------------- | ------------------- |
| Stati Uniti       | 100                 |